# Sebastiano Serlio

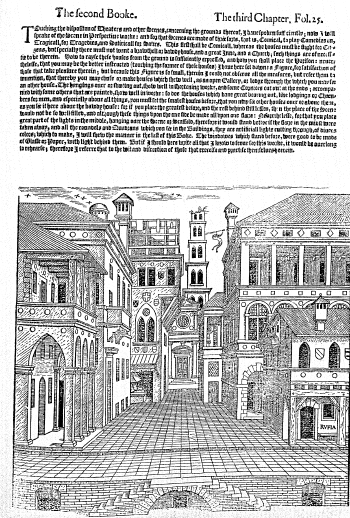
Skizze eine Häuseransicht mit Erklärungen von Serlio, Holzschnitt von 1611 (Nachdruck)

Sebastiano Serlio (* 6. September 1475 in Bologna; † ca. 1554 in Fontainebleau) war ein italienischer Architekt und Architekturtheoretiker. Durch seinen Traktat Sieben Bücher zur Architektur  (1. Teil von 1537) zählt er, wie schon vor ihm Alberti und später dann Palladio, zu den einflussreichsten Architekturschriftstellern des 16. Jahrhunderts.

## Leben
Serlio lernte zunächst bei seinem Vater in Bologna die Malerei, was ihm eine gründliche Kenntnis der Perspektivkonstruktion verschaffte, und kam durch seine Tätigkeit bei Baldassare Peruzzi in Rom (ab 1514) zur Architektur. Nach der Plünderung Roms 1527 im Sacco di Roma ging er 1528 nach Venedig, 1541 siedelte er nach Frankreich über, um als „peintre et architecteur du roi“ in den Dienst des französischen Königs Franz I. zu treten. Seine letzten Jahre verbrachte er in Lyon.

## DieSette Libri d’architettura

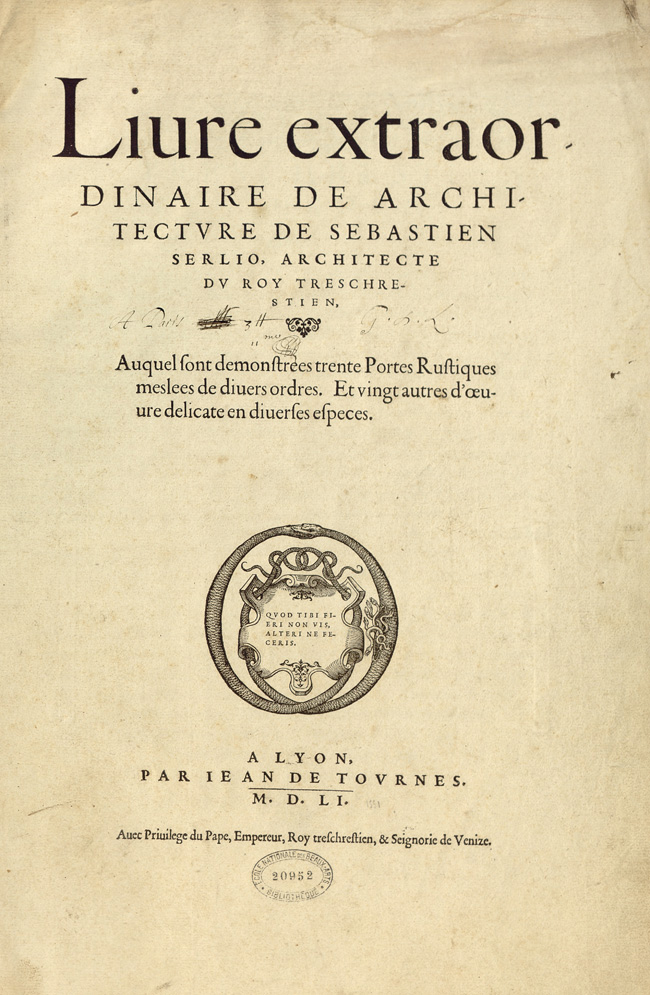
Titelseite des „besonderen Buches“, zuerst französisch bei Jean de Tournes erschienen 1551

Serlio war als Grafiker Mitarbeiter von Peruzzi. Von diesem übernahm Serlio den Plan zu einem Werk über die fünf klassischen Ordnungen. Bei seinem Tode vererbte Peruzzi auch seine Zeichnungen von antiken römischen Bauten an Serlio, der so eine bedeutende Grundlage für die Illustrationen seiner sieben Bücher hatte. Dieser Umstand führte dazu, dass Serlio durch Giorgio Vasari und seine Nachfolger als geistloser Plagiator dargestellt wurde, eine Behauptung, die durch einen Vergleich der Manuskripte Peruzzis und Serlios entkräftet werden kann.
In Venedig bewarb sich Serlio 1528 beim Senat um die Urheberrechte für die Illustrationen zu den fünf Ordnungen der Architektur (toskanisch, dorisch, ionisch, korinthisch und Komposit), von denen jedoch nur neun Stiche veröffentlicht wurden.
Aus den Vorarbeiten Peruzzis entwickelte Serlio den Plan für ein mehrbändiges Werk, das alle Aspekte der klassischen Architektur umfassen sollte. Am Anfang stehen Geometrie (erstes Buch) und Perspektive (zweites Buch). Dann werden architektonische Vorbilder der antiken Architektur Roms (drittes Buch) und architektonische Ordnungssysteme (viertes Buch) vorgestellt. Die Gestaltung von Tempeln ist das Thema des fünften Buches. Das sechste behandelt Wohnhäuser für alle Schichten vom einfachen Bauern bis zum König. Im siebten Buch werden die besonderen Umstände beschrieben, die einem Architekten bei seiner Arbeit begegnen können. Dazu zählen Besonderheiten des Grundstücks, Umnutzungen vorhandener Bausubstanz etc.
Die Bücher erschienen allerdings nicht gemeinsam und zusammenhängend, sondern zu verschiedenen Zeiten an verschiedenen Orten in dieser Reihenfolge:

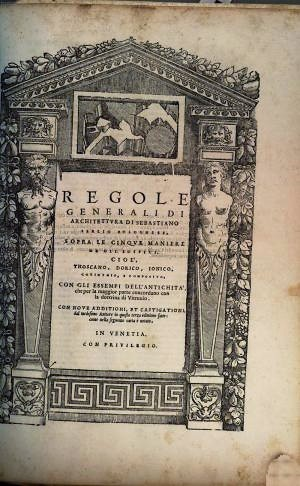
Das 4. Buch über Architekturregeln

- Das 4. Buch über ArchitekturregelnDas vierte Buch über die allgemeinen Regeln: Venedig 1537.
- Das dritte Buch mit Bauaufnahmen von antiken Bauten in Rom und anderen Gegenden Italiens: Venedig, 1540.
- das erste und zweite Buch über Geometrie und Perspektive: Paris 1545.
- das fünfte Buch über die Tempel: Paris 1547.
- ein „besonderes Buch“ (extraordinario libro) über die Gestaltung von Portalen: Lyon 1551.
- Das siebte Buch über besondere Situationen und über Renovierung bestehender Gebäude: Frankfurt 1575.

Das siebte Buch erschien also nach Serlios Tod, das sechste und achte Buch wurden erst im 20. Jahrhundert aus den Handschriften ediert. Zusammen mit dem extraordinario libro sind es also insgesamt neun Bücher, die Serlio verfasste, doch erschienen im 16. Jahrhundert (einschließlich des extraordinario libro) nur sieben, daher die Bezeichnung Sette Libri.
Serlio arbeitete an diesen Büchern gleichzeitig, in Buch IV erwähnt er, dass die anderen Bücher bereits begonnen sind. Obwohl die Bücher zweifelsohne dazu bestimmt sind, sie als ein gesamtes Werk zu lesen, gibt es keinen Anhaltspunkt dafür, dass Serlio je geplant hatte, die einzelnen Bücher als Band in einer Ausgabe zu veröffentlichen. Die Bücher können sowohl in ihrer chronologischen Reihenfolge der Veröffentlichung, also, IV, III, I, II und V gelesen werden als auch in numerischer Reihenfolge. In Buch I erwähnt Serlio, dass er dieses deswegen nicht als erstes veröffentlicht habe, weil die Bände über Geometrie und Perspektive möglicherweise von der Mehrheit der Leute nicht sehr gemocht worden wären, da die Figuren nicht sehr attraktiv seien und es nicht soviel Freude mache, diese Subjekte zu studieren wie die Eigenschaften der Architektur im Allgemeinen.
Serlio verfasste zwei Manuskripte zum sechsten Buch, die jedoch bis ins zwanzigste Jahrhundert unveröffentlicht blieben. Ein Manuskript liegt heute in der Columbia University, es wurde erst durch eine Untersuchung von William Bell Dinsmoor im Jahr 1942 bekannt. Ein weiteres Manuskript des sechsten Buches liegt in der Bayerischen Staatsbibliothek (Cod. icon 189), wo es 1924 entdeckt wurde. Wahrscheinlich kam es mit den anderen Papieren und Zeichnungen nach Süddeutschland, die der Maler, Kunstschriftsteller und Kunstagent Jacopo Strada 1553 in Lyon von Serlio erworben hatte.
Ob Serlio auch das Manuskript zu einem achten Buch über Militärarchitektur fertiggestellt hat, ist ungewiss. Das besondere des unveröffentlichten Manuskripts ist, dass es nicht nur, wie bei Alberti und Palladio, Pläne zu Bauten für die oberste Schicht enthält, sondern darin eine Architektur für die gesamte Gesellschaft, vom Bauern bis zum König, beschrieben wurde.
Frühe Drucke seiner Büchern (3., 4. und 5. Buch, von 1544–1600) finden sich auch in der Bayerischen Staatsbibliothek in München und der Augsburger Staats- und Stadtbibliothek.

## Übersetzungen Serlios in andere Sprachen
Die Bücher wurden in der Folgezeit in verschiedenen Zusammenstellungen nachgedruckt und übersetzt. Das Werk wurde noch vor Ende des 16. Jahrhunderts zum meistgelesenen Traktat über Architektur. Die erste Übersetzung erschien in flämischer Sprache 1539 in Antwerpen. Es folgten schon zur Mitte des 16. Jahrhunderts Ausgaben in Französisch (Antwerpen 1542, 1545, 1550), Deutsch (Basel, 1542, 1558), Spanisch (Toledo 1552, 1563, 1573). Serlio wurde damit zum einflussreichsten Architekturschriftsteller in Europa und den spanischen Kolonien in Lateinamerika. Am wirkungsmächtigsten war das vierte Buch mit der Lehre von den Säulenordnungen. Dazu erschienen auch Einzelausgaben, etwa durch den Deutschen Hans Blum.
Das Neue an Serlios Werk ist, dass es sich nicht, wie bei seinen Vorbildern Vitruv und Leon Battista Alberti, um ein literarisches Essay handelt. Bei Serlio steht die grafische Illustration im Mittelpunkt, wobei in der Regel zu einer Illustration eine knappe Seite erklärender Text hinzugefügt wird. Dadurch war Serlios Werk auch für wenig vorgebildete Leser verständlich, ganz im Gegensatz zu den komplexen, theoretischen Texten seiner Vorgänger.

## Schüler und Nachahmer
Das Konzept von Serlios Traktat wurde von Giacomo Barozzi da Vignola, Vincenzo Scamozzi und Andrea Palladio aufgenommen und wurde dadurch zum beherrschenden Konzept für die Vermittlung von architektonischen Vorstellungen bis ins 20. Jahrhundert.
In die Architekturgeschichte ist der von seinem Namen abgeleitete Begriff der Serliana eingegangen. Darunter versteht man ein dreiteiliges Ensemble, in dessen Mitte sich eine Arkade befindet, die zu beiden Seiten von zwei hochrechteckigen Öffnungen flankiert wird, wobei die obere ein Drittel der unteren ausmacht (z. B. Palazzo Grimani a San Luca von Michele Sanmicheli am Canal Grande).

## Bauten
Der Erfolg der Regole generali im Buch IV brachte ihm eine Berufung an den Hof des französischen Königs Franz I. ein. Er trug zwar nur den Titel „peintre et architecteur ordinaire“, gehörte damit aber, zusammen mit dem Italiener Francesco Primaticcio und Rosso Fiorentino zur sog. "Schule von Fontainebleau" und konnte mit einem üppigen Jahresgehalt rechnen – es war ein Ehrenposten. Für den König arbeitete Serlio kaum, eher für adlige Auftraggeber. Sein Hauptwerk in Frankreich z. B., Château d’Ancy-le-Franc (1541–50), baute er für den dortigen Grafen, für Kardinal Ippolito II. d’Este die Residenz La Grande Ferrare am Schloss Fontainebleau, für die auch ein schöner Entwurf eines Jeu de Paume bestimmt war. Manches zugeschriebene Werk ist umstritten, einiges zerstört. War er schon als Maler und Architekt in Frankreich kaum gefragt, so wurde er als Gutachter nicht ein einziges Mal herangezogen, wie er gegen Ende seines Lebens klagte.

## Zitate
„Serlio hat mit seinen Büchern stärker in die reale Architektur […] hineingewirkt als irgendein Architekturschriftsteller vor ihm oder nach ihm.“

“It was a new conception in architectural writing though it has since become so general, that we tend to forget that it was an innovation which we owe to him. Instead of composing an litarary essay accompanied by illustrations, he planned to make the illustrations the main body of the work, each to be providing with a commentary more or less brief as the nature of the case demanded, the ideal being one page of text opposite or accompanying each drawing.”

„Es war ein neues Konzept der Architekturschriftstellerei, doch weil es sich seither so allgemein verbreitet hat, vergessen wir meistens, dass es eine Innovation war, die wir ihm verdanken. Statt einen literarischen Essay zu verfassen, der von Illustrationen begleitet wird, plante er, die Illustrationen zum Hauptteil des Werkes zu machen, jede mit einem Kommentar versehen, der je nach den Anforderungen der Sache mehr oder weniger kurz war, idealerweise mit einer Seite Text gegenüber oder begleitend zu jeder Zeichnung.“

## Werke
- Einzelbände
  - Libro quarto … . Regole generali di architettura di Sebastiano Serlio sopra le cinque maniere degli edifici, cioè, Thoscano, Dorico, Ionico, Corinthico, e composito : con gli essempi de l'antiquita, Venetia 1537; Ausgabe 1540, urn:nbn:de:bvb:12-bsb11193533-4
  - Il terzo libro, Venetia 1540, urn:nbn:de:bvb:12-bsb10195344-0; Ausgabe 1562, urn:nbn:de:bvb:12-bsb10195352-4
  - Il primo libro, Venetia 1551, urn:nbn:de:bvb:12-bsb10195378-8
  - Quinto libro. Nel Quale Si Tratta Di Diverse Forme De Tempii Sacri Secondo Il Costume Christiano u. a. modo antico, Venetia 1551, urn:nbn:de:bvb:12-bsb10195379-7
  - Sesto libro d'architettura. Delle habitationi fuori e dentrodelle città - Manuskript BSB München Cod.icon. 189, urn:nbn:de:bvb:12-bsb00018617-3
  - Extraordinario libro di architettura ... nel quale si dimostrano trenta porte di opera rustica …, Venetia 1558, urn:nbn:de:bvb:12-bsb10195365-6
  - Il secondo libro di prospettiva, Venetia ca. 1575, urn:nbn:de:bvb:12-bsb11218545-2
  - Sebastiani Serlii Bononiensis Architecturae liber septimus, in quo multa explicantur, quae architecto variis locis possunt occurrere, … ; ad finem adiuncta sunt sex palatia, ichnographia [et] orthographia variis rationibus descripta, … / Il settimo libro d'Achitettura …, Francofurtum ad Moenum 1575 (Digitalisat, BSB)
- Sammelausgaben
  - Libro ... d'architettura, Venetia 1566, Band 1–5 und extraordinario libro über Portale (Digitalisat Heidelberg)
  - Sebastiano Serlio, Tutte l'opere d'architettura di Sebastiano Serlio … dove si trattano in disegno, quelle cose, che sono più necessarie all'architetto Venetia 1584, doi:10.3931/e-rara-26987
  - Sebastiano Serlio, Tutte l'opere d'architettura et prrospetiva, Venetia 1600, urn:nbn:de:bvb:12-bsb10197997-7
- Deutsche Ausgaben:
  - Serlio, Sebastiano: Die gemaynen Reglen von der Architecktur, uber die funff Manieren der Gebew, zu wissen, Thoscana, Dorica, Ionica, Corinthia, und composita, mit den Exemplen der Antiquitaten, so durch den merren thayl sich mit der leer Vitruun vergleychen, Antwerpen 1542, urn:nbn:de:bvb:12-bsb00060958-7
  - Seb. Serlii Von der Architectur Fünff Bücher: Darinn die gantze lobliche und zierliche Bawkunst, sampt den Grundlegungen und Auffzügen manigerley Gebäuwen … gelehrt, und mit … Exemplen und Kunststucken … erklert wirdt …, Basel 1609 (Digitalisat Heidelberg)